# 普雷桑日
普雷桑日（法語：Presinge）是瑞士日内瓦州的一个镇，位于日内瓦市区以东，东南与法国相接。
截至2009年底，普雷桑日共有居民607人。

## 外部連結
- （法文）普雷桑日官方网站 （页面存档备份，存于）